# Veronica triloba
Veronica con foglie trilobate (nome scientifico Veronica triloba Opiz, 1825) è una pianta erbacea annua appartenente alla famiglia delle Plantaginaceae.

## Etimologia
Il nome generico (Veronica) deriva dal personaggio biblico Santa Veronica, la donna che ha dato a Gesù un panno per asciugare il suo volto mentre è sulla via del Calvario. Alcune macchie e segni sui petali della corolla di questo fiore sembrano assomigliare a quelli del sacro fazzoletto di Veronica. Per questo nome di pianta sono indicate altre etimologie come l'arabo "viru-niku", o altre derivate dal latino come "vera-icona" (immagine vera). L'epiteto specifico (triloba) indica che le foglie hanno tre lobi.
Il nome scientifico della specie è stato definito dal botanico e guardia forestale ceco-tedesco Philipp Maximilian Opiz (Cáslav, 5 giugno 1787 – Praga, 20 maggio 1858) nella pubblicazione "Naturalientausch 108" del 1825.

## Descrizione

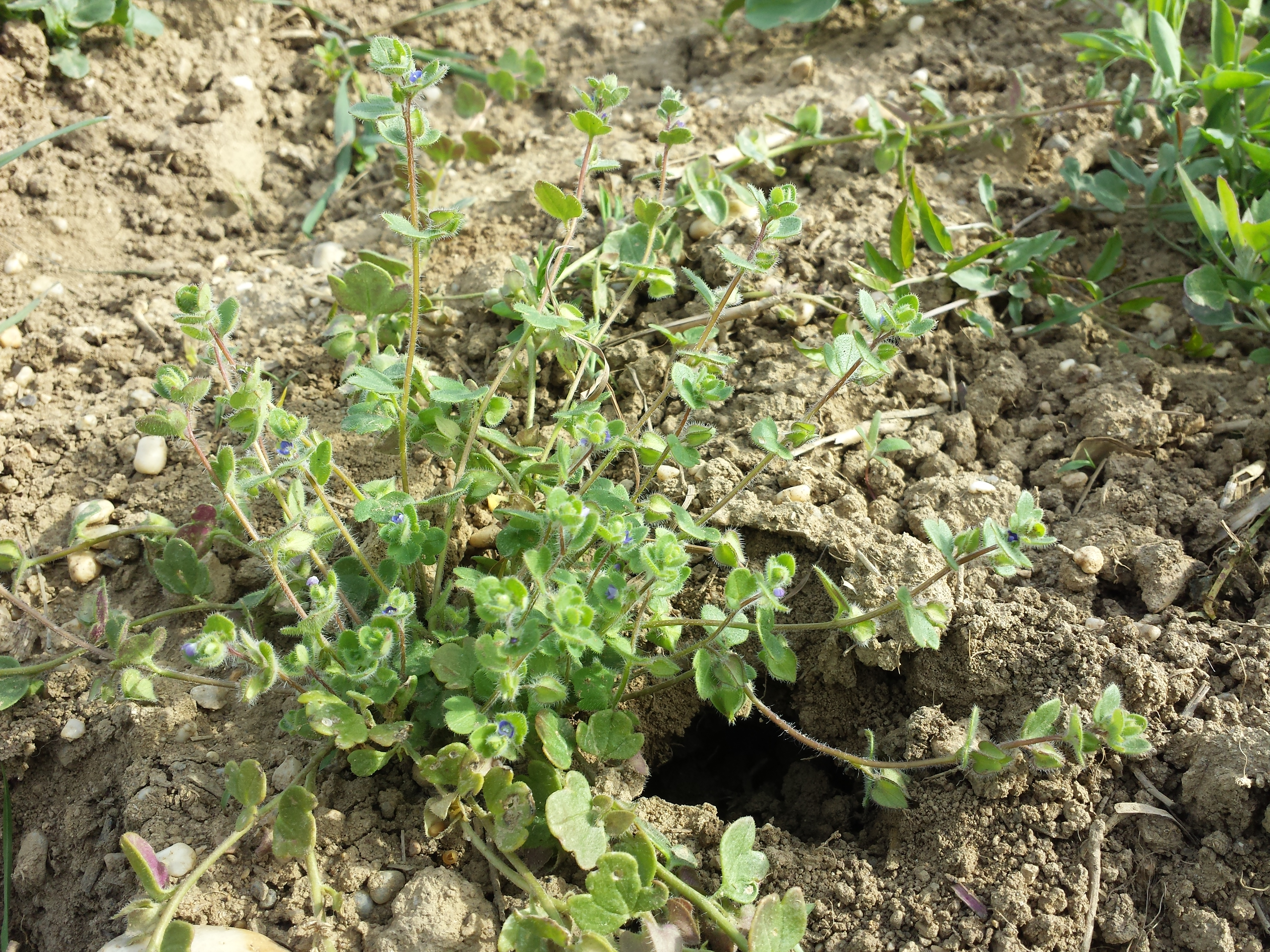
Il portamento

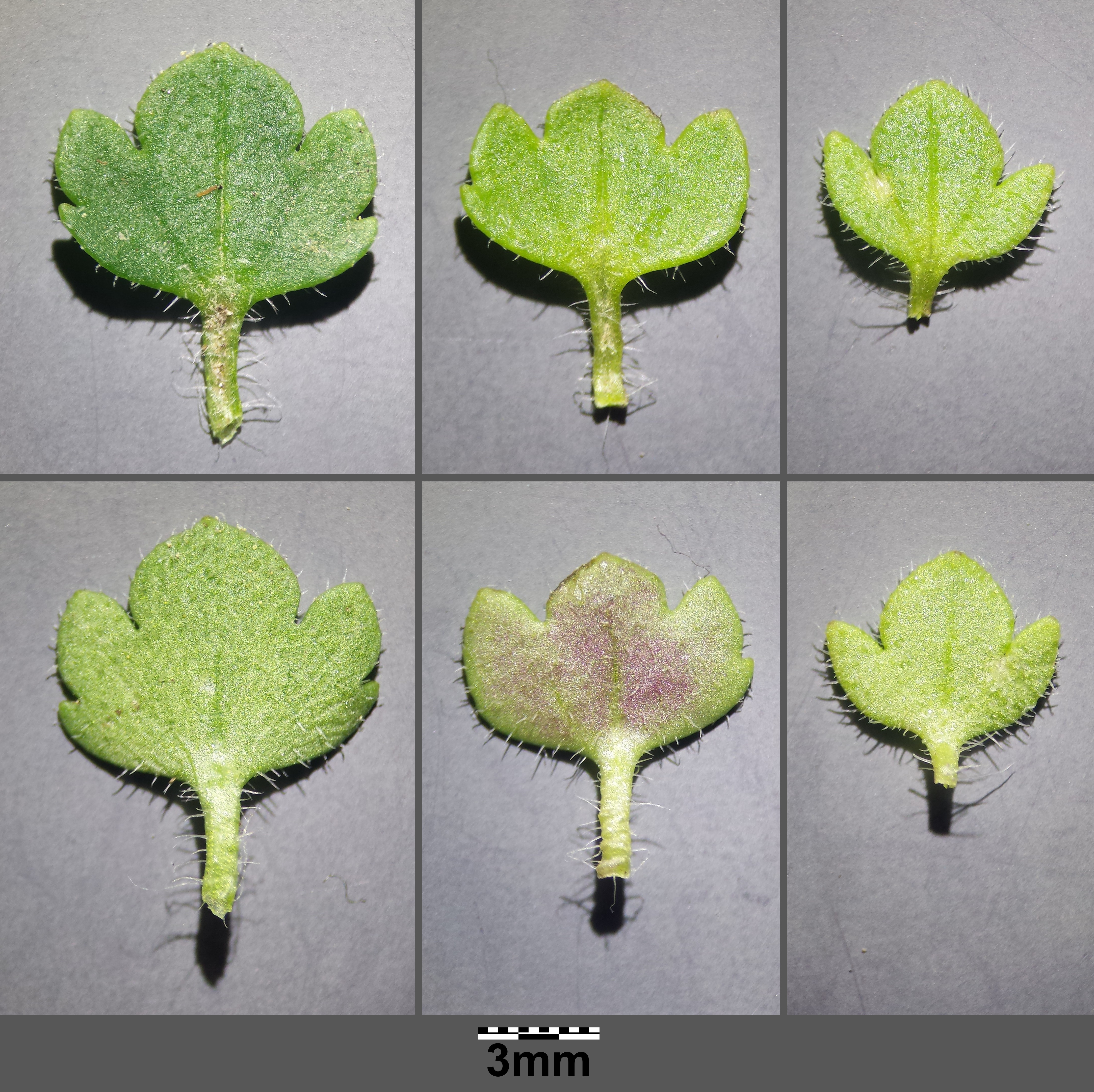
Le foglie

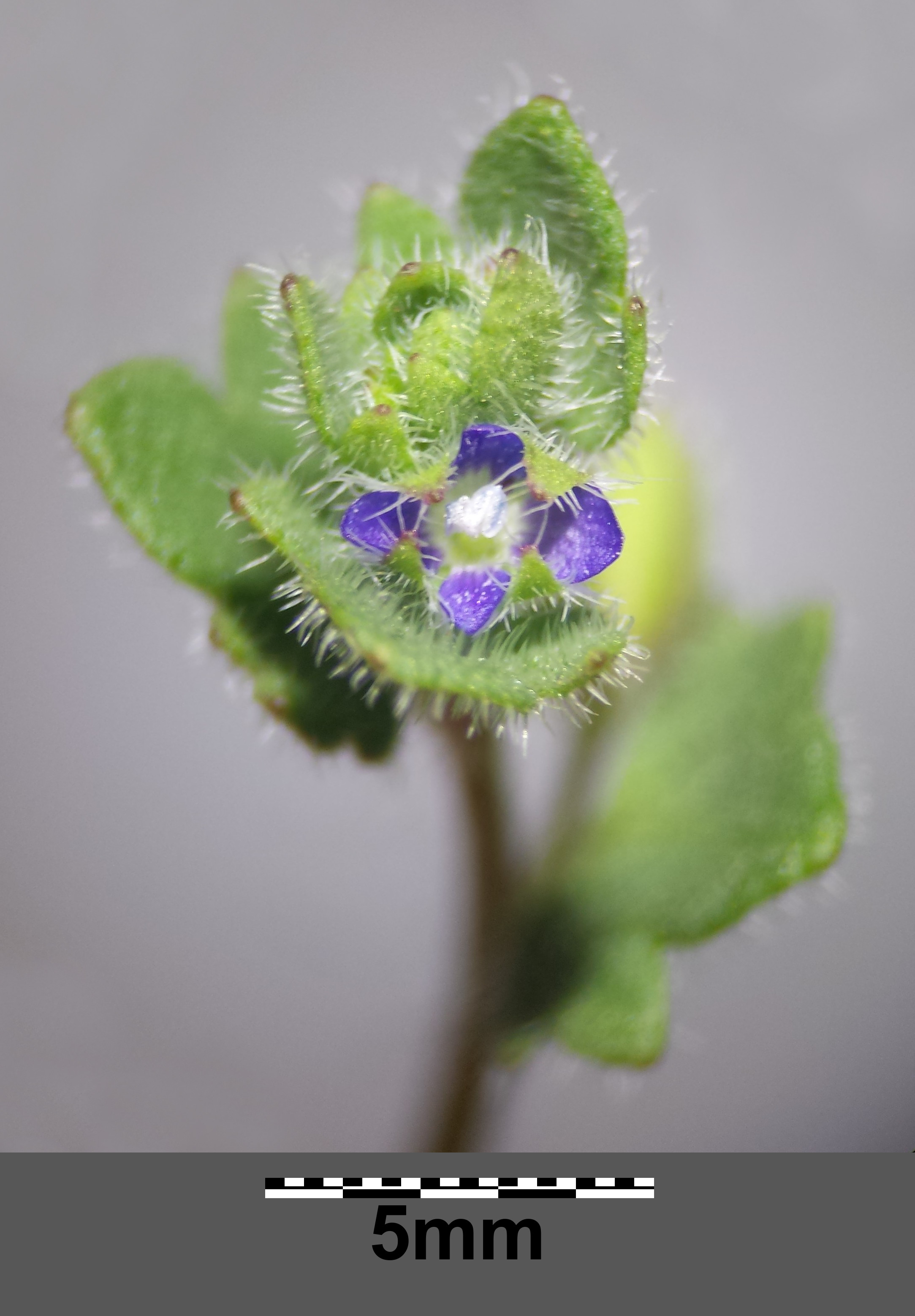
Infiorescenza

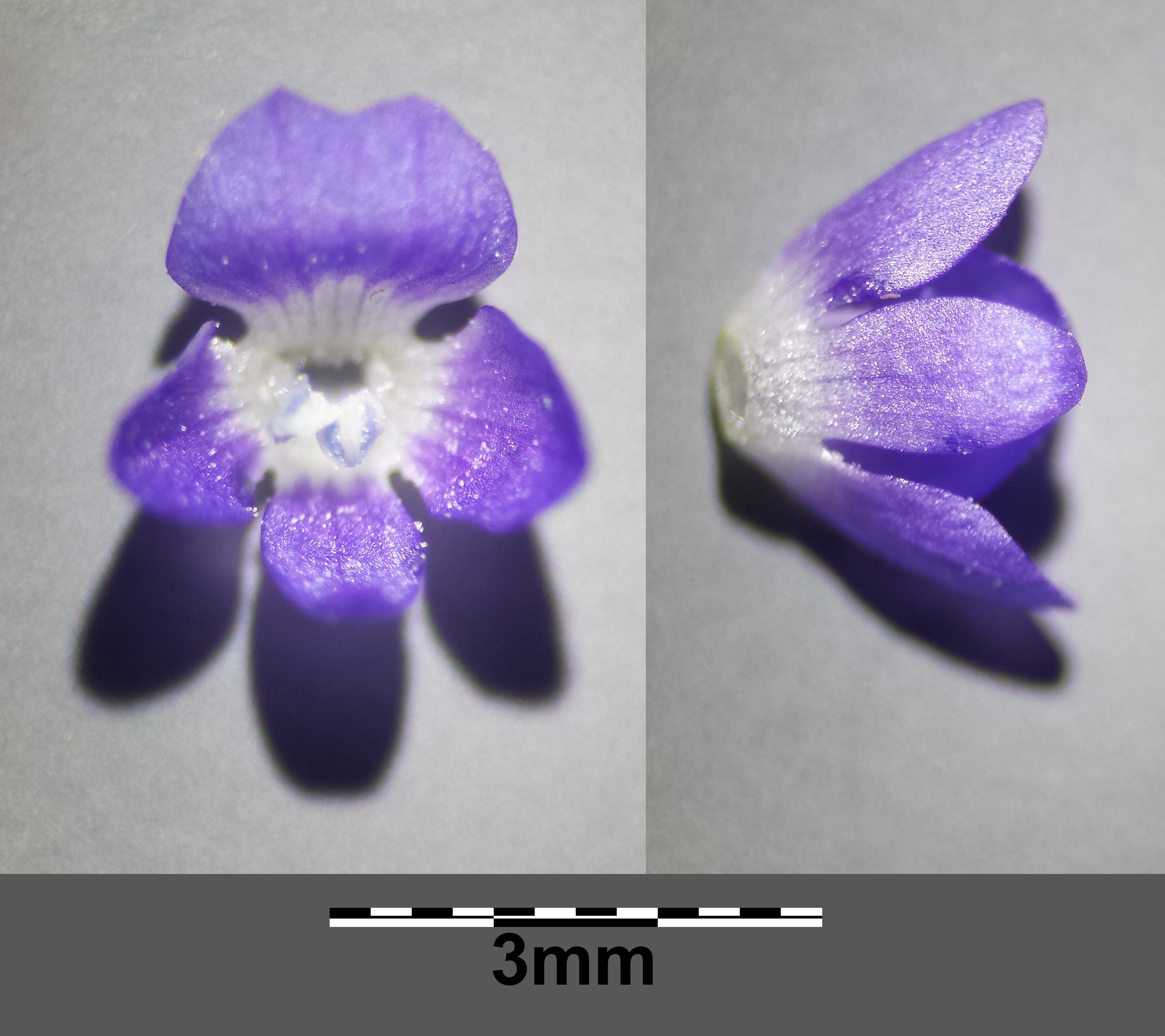
I fiori

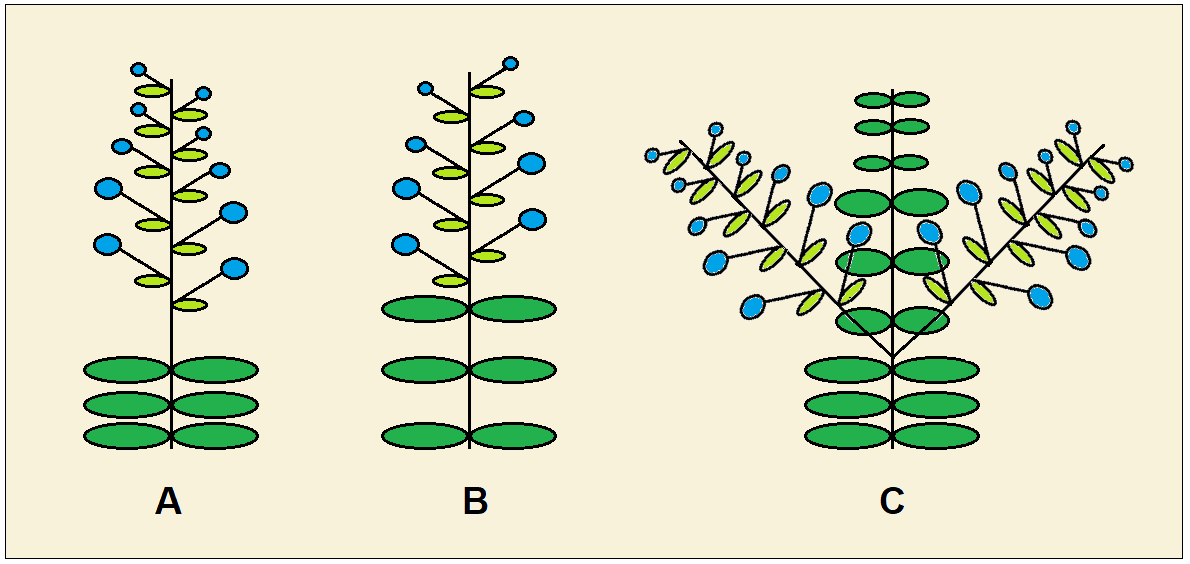
Racemi dell'infiorescenza delle veroniche: A) racemi terminali separati dalle foglie; B) racemi terminali non separati dalle foglie; C) racemi laterali

L'altezza di queste piante varia tra 5 e 30 cm. La forma biologica è terofita scaposa (T scap), ossia in generale sono piante erbacee che differiscono dalle altre forme biologiche poiché, essendo annuali, superano la stagione avversa sotto forma di seme e sono munite di asse fiorale eretto e spesso privo di foglie.

### Radici
Le radici sono secondarie da rizoma.

### Fusto
La parte aerea del fusto è poco alta essendo piante prostrate.

### Foglie
Le foglie sono disposte in modo opposto e sono brevemente picciolate. La forma della lamina varia da rotonda a reniforme con 3 (raramente 5) profondi lobi; il lobo centrale è decisamente più largo che lungo con apice troncato-acuminato. La consistenza è carnosetta. La superficie è colorata di verde-scuro. Lunghezza del picciolo: 2 - 3,5 mm. Dimensioni della lamina: larghezza 7 – 15 mm; lunghezza 4 – 10 mm.

### Infiorescenza
Le infiorescenze sono dei racemi terminali, lunghi e lassi. I racemi non sono chiaramente separati dalla parte fogliare (tipo B - vedi figura). Nell'infiorescenza sono presenti delle brattee simili alle foglie e più corte dei peduncoli. I fiori sono posizionati all'ascella di una brattea. Le brattee sono disposte in modo alterno (a volte sono opposte). I peduncoli alla fruttificazione si presentano con una linea di fitti peli. Lunghezza dei peduncoli (alla fruttificazione): 15 – 22 mm.

### Fiore
I fiori sono ermafroditi e tetraciclici (composti da 4 verticilli: calice – corolla – androceo – gineceo), pentameri (calice e corolla divisi in cinque parti).
- Formula fiorale:

X o * K (4-5), [C (4) o (2+3), A 2+2 o 2], G (2), capsula.
- Calice: il calice campanulato, gamosepalo e più o meno attinomorfo, è diviso in 4 lacinie con forme più o meno triangolari. La superficie è quasi sempre ricoperta da fitte ciglia. Dopo l'antesi le lacinie si appressano al frutto. Lunghezza delle ciglia: 0,5 - 0,8 mm.
- Corolla: la corolla è gamopetala e debolmente zigomorfa con forme tubolari (il tubo è corto) e terminante in quattro larghi lobi da ovali a orbicolari e patenti (il lobo superiore è leggermente più grande - due lobi fusi insieme, quello inferiore è più stretto). La corolla è resupinata; i lobi sono appena embricati. Il colore della corolla è blu scuro (o violaceo) a volte con il centro bianco. Larghezza della corolla (diametro): 4 – 5 mm.
- Androceo: gli stami sono due (gli altri tre sono abortiti) e sono leggermente più corti della corolla. I filamenti sono adnati alla corolla. Le antere hanno due teche più o meno separate, uguali con forme arrotondate.
- Gineceo: il gineceo è bicarpellare (sincarpico - formato dall'unione di due carpelli connati). L'ovario (biloculare) è supero con forme ovoidi e compresso lateralmente. Gli ovuli per loculo sono da numerosi a pochi (1 - 2 per loculo), hanno un solo tegumento e sono tenuinucellati (con la nocella, stadio primordiale dell'ovulo, ridotta a poche cellule).[11] Lo stilo, filiforme con stigma capitato e ottuso, è breve e sporge dalla insenatura poco profonda della corolla. Il disco nettarifero è presente nella parte inferiore della corolla (sotto l'ovario). Lunghezza dello stilo: 0,7 - 1,1 mm circa.
- Fioritura: da marzo a maggio.

### Frutti
Il frutto è del tipo a capsula divisa fino a metà in due lobi e bordi appena smarginati. La forma della capsula è più o meno subsferica (non appiattito-compressa). La deiscenza è loculicida. I semi, incavati a conchiglia con superficie a coste e colorati di grigio-giallastro (chiari appena formati), non sono molti (circa 4). Dimensione dei semi: 1,9 x 2,3 mm.

## Riproduzione
- Impollinazione: l'impollinazione avviene tramite insetti (impollinazione entomogama).
- Riproduzione: la fecondazione avviene fondamentalmente tramite l'impollinazione dei fiori (vedi sopra).
- Dispersione: i semi cadendo a terra (dopo essere stati trasportati per alcuni metri dal vento – disseminazione anemocora) sono successivamente dispersi soprattutto da insetti tipo formiche (disseminazione mirmecoria). L'elaisoma (sostanza zuccherina) biancastra all'interno dei semi attira le formiche.[9]

## Distribuzione e habitat
.

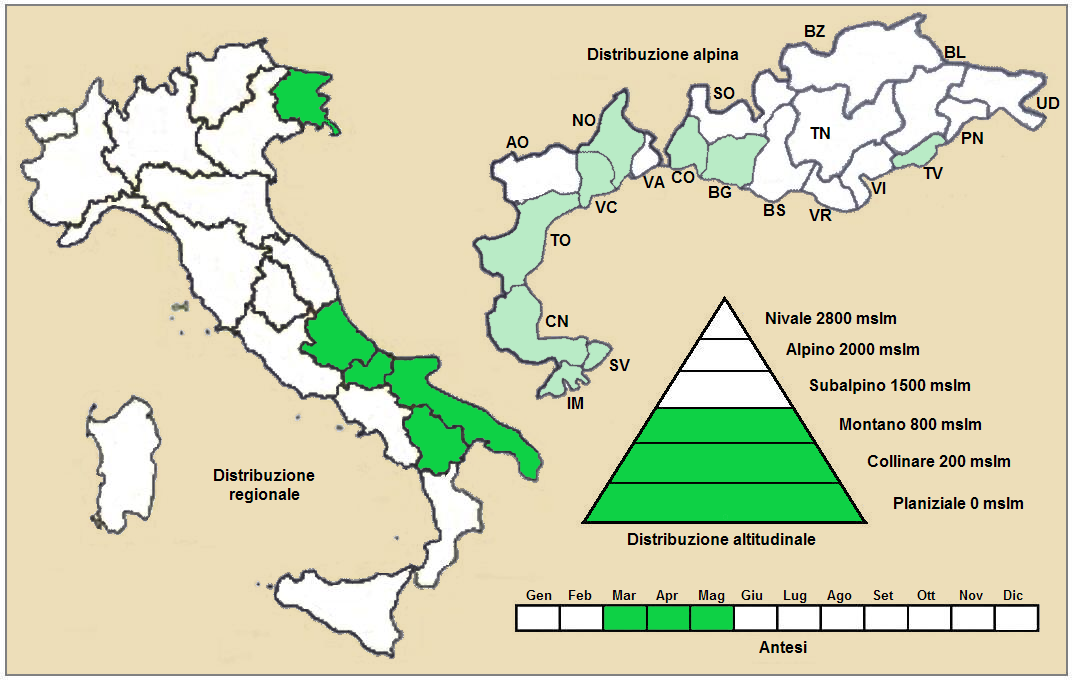
Distribuzione della pianta
(Distribuzione regionale – Distribuzione alpina)

- Geoelemento: il tipo corologico (area di origine) è Euri-Mediterraneo (il baricentro è a oriente).
- Distribuzione: in Italia è una specie rara e si trova soprattutto al Centro-Sud. Sulle Alpi italiane è poco presente. Fuori dall'Italia, sempre nelle Alpi, questa specie si trova in Francia (dipartimenti di Hautes-Alpes e Drôme) e in Austria (Länder dell'Austria Inferiore). Sugli altri rilievi europei collegati alle Alpi si trova nel Massiccio del Giura, Massiccio Centrale, Pirenei, Monti Balcani e Carpazi.[13] Nel resto dell'Europa questa specie si trova dalla Penisola Iberica alla penisola Balcanica.[14]
- Habitat: per questa pianta l'habitat tipico sono i pendii aridi (praterie rase, prati, pascoli aridi); è una piante infestante le colture. Il substrato preferito è calcareo e siliceo con pH neutro, alti valori nutrizionali del terreno che deve essere secco.[13]
- Distribuzione altitudinale: sui rilievi, in Italia, queste piante si possono trovare fino a 600 m s.l.m.; nelle Alpi frequentano quindi i seguenti piani vegetazionali: collinare, montano  (oltre a quello planiziale).

## Fitosociologia
Dal punto di vista fitosociologico alpino Veronica triloba appartiene alla seguente comunità vegetale:
- Formazione: delle comunità terofiche pioniere nitrofile

- Classe: Stellarienea mediae

## Tassonomia
La famiglia di appartenenza (Plantaginaceae) è relativamente numerosa con un centinaio di generi. La classificazione tassonomica di questa specie è in via di definizione in quanto fino a poco tempo fa il suo genere apparteneva alla famiglia delle Scrophulariaceae (secondo la classificazione ormai classica di Cronquist), mentre ora con i nuovi sistemi di classificazione filogenetica (classificazione APG) è stata assegnata alla famiglia delle Plantaginaceae; anche i livelli superiori sono cambiati (vedi il box tassonomico iniziale). Questa pianta appartiene alla sottotribù Veroniciinae (tribù Veroniceae e sottofamiglia Digitalidoideae). Il genere Veronica è molto numeroso con oltre 250 specie a distribuzione cosmopolita.
Il basionimo per questa specie è: Veronica hederifolia var. triloba Opiz, 1815

### Filogenesi
La specie V. triloba  tradizionalmente appartiene alla sezione Pocilla Dumort.. Questo gruppo è caratterizzato da un ciclo biologico annuo, dalle infiorescenze formate da racemi terminali con brattee ben distinte dalle foglie oppure i fiori sono isolati all'ascella di foglie normali (quindi le brattee non si distinguono dalle foglie), dal calice a 4 lobi e dai semi piani o incavati.
Inoltre la specie di questa voce fa parte del Gruppo di V. hederifolia. Questo gruppo si presenta con i seguenti caratteri:
- i fusti sono bassi e prostrati o ascendenti (anneriscono nel secco);
- in queste piante i peli ghiandolari sono assenti;
- le foglie hanno una lamina subrotonda con 3 - 7 crenature o lobi;
- l'infiorescenza è allungata con 10 30 fiori;
- le lacinie del calice hanno delle forme triangolari-subcuoriformi con apici acuti e bordi cigliati;
- la corolla è imbutiforme tipicamente colorata di azzurro pallido/intenso;
- la capsula è subsferica, non carenata e glabra;
- i semi sono giallastri, fortemente incavati e con elaisoma biancastra.

Questo gruppo consiste in un complesso poliploide (con specie diploidi, tetraploidi ed esaoploidi). Le due specie della flora italiana si individuano per i seguenti caratteri:
| Carattere                                    | Veronica triloba                  | Veronica hederifolia                      |
| -------------------------------------------- | --------------------------------- | ----------------------------------------- |
| Lacine del calice                            | pubescenti su tutta la superficie | glabre o con singoli peli sulla nervatura |
| Colore della corolla                         | blu-scuro con centro bianco       | blu-chiaro o violaceo                     |
| Lunghezza dei peduncoli alla fruttificazione | 1 - 2,5 volte il calice           | 2 - 7 volte il calice                     |

Ricerche più recenti hanno descritto V. triloba all'interno del subg. Cochlidiosperma (Rchb.) M.M.Mart.Ort. & Albach, 2004
Il numero cromosomico di V. triloba è: 2n = 18.

### Sinonimi
L'entità di questa voce ha avuto nel tempo diverse nomenclature. L'elenco seguente indica alcuni tra i sinonimi più frequenti:
- Veronica hederifolia subsp. triloba (Opiz) Čelak.
- Veronica hederifolia var. triloba Opiz

## Altre notizie
La veronica a foglie trilobate in altre lingue è chiamata nei seguenti modi:
- (DE)  Dreilappinger Efeu-Ehrenpreis
- (FR)  Véronique trilobée